# Franciszek Wójcik (elektrotechnik)
Franciszek Wójcik (ur. 1941 w Małszycach) – naukowiec pracujący w dyscyplinie nauk technicznych o specjalności aparaty elektryczne.
Głównym obszarem zainteresowań Franciszka Wójcika są zjawiska łączeniowe w obwodach elektroenergetycznych prądu stałego i przemiennego, zawierających łączniki zestykowe, półprzewodnikowe lub hybrydowe. W szczególności zjawiska łączeniowe w obwodach prądu stałego wyłącznych próżniowymi wyłącznikami z napędami indukcyjno-dynamicznymi i warystorami tlenkowo-cynkowymi o dużej energochłonności, a ponadto techniki pomiaru wielkości elektrycznych i nieelektrycznych stosowane w badaniu aparatów elektrycznych.
Franciszek Wójcik jest autorem  monografii i współautorem skryptu oraz współautorem 63 artykułów, ponad 260 opracowań dla przemysłu oraz 12 patentów, w tym 6 wdrożonych do produkcji przemysłowej. Odbył staże zagraniczne i krajowe. Jest współwykonawcą 2 projektów badawczych, 5 projektów celowych, 1 projektu zamawianego oraz 1 projektu rozwojowego. Wszystkie projekty celowe zostały zakończone wdrożeniami do produkcji i eksploatacji. Jego współautorskie prace uzyskały ponad 45 medali, dyplomów i wyróżnień na wystawach i targach, a mianowicie: na Światowej Wystawie Wynalazczości, Badań Naukowych i Nowych Technik BRUSSELS EUREKA; Międzynarodowych Targach Wynalazczości, Nowych Technologii i Wzornictwa Przemysłowego INTERTECHNOLOGY; Międzynarodowych Targach Kolejowych oraz Międzynarodowych Targach Poznańskich Innowacje – Technologie – Maszyny.
Za swoją działalność otrzymał Krzyż Kawalerski Orderu Odrodzenia Polski oraz Złoty Krzyż Zasługi.